# Ducati Supermono

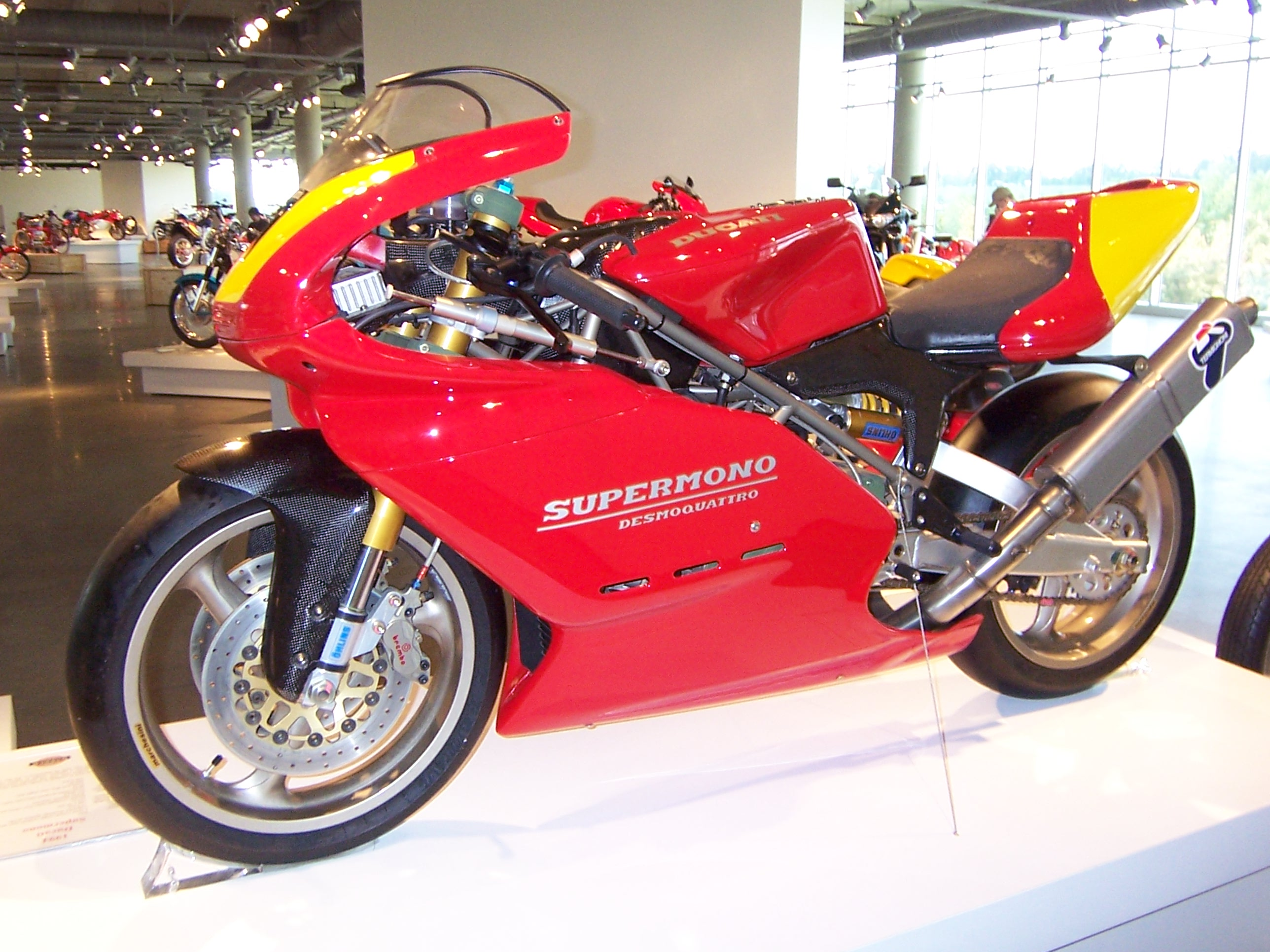
Ducati Supermono

Die Supermono ist ein Motorradmodell des italienischen Motorradherstellers  Ducati.
Die Supermono debütierte 1993 und war ausschließlich für den Supermono-Renneinsatz konzipiert worden. Eine zulassungsfähige Straßenversion wurde nie gebaut. Claudio Domenicali und Massimo Bordi konstruierten Rahmen, Motor und Fahrwerk. Die Form wurde von Pierre Terblanche gestaltet, der später Leiter des Designs bei Ducati wurde. Anleihen der Supermono  sollten sich später in der 1998 vorgestellten Neuauflage der SuperSport wiederfinden. 
Das ungewöhnliche an der  Supermono  ist Ihr Motor: Da sich eine Neukonstruktion für eine nicht sehr prestigeträchtige Rennklasse, noch dazu in Zeiten finanzieller Schwierigkeiten, nicht lohnte griff man auf den bewährten 90°-V-2 mit desmodromischer Ventilsteuerung, Saugrohreinspritzung und 4 Ventilen pro Zylinder zurück, bei dem der stehende Zylinder durch ein von dem zweiten Pleuel angelenktem Hebel mit Gegengewicht ersetzt wurde. Diese Konstruktion tilgte die einzylindertypischen Vibrationen fast völlig, so dass aus der Not heraus ein außergewöhnliches Motorenkonzept entstand. Wegen des fehlenden stehenden Zylinders und des leichten, selbsttragenden Hecks aus kohlenstofffaserverstärktem Kunststoff sank der Schwerpunkt gegenüber anderen Motorradkonzepten, was der Fahrdynamik zuträglich ist. 
Ein ähnliches Prinzip für den Massenausgleich findet sich übrigens inzwischen auch in den Zweizylinder-Reihenmotoren bei BMW-Motorrädern. 

## Technische Daten
- Baujahr: 1993–1997
- Hubraum: 549/572 cm³

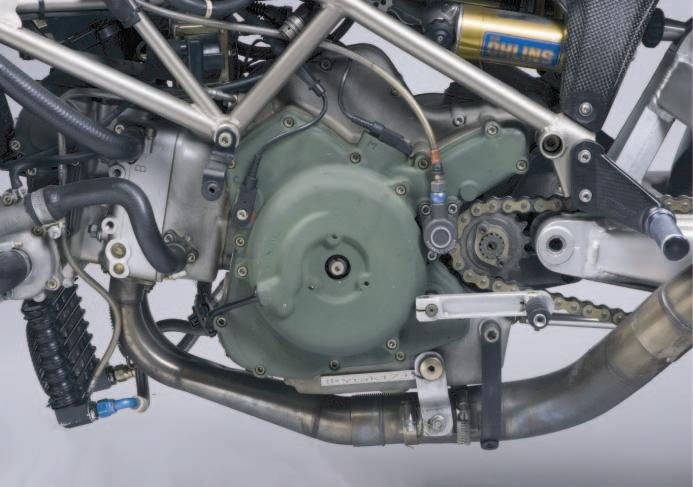
Motor der Supermono

- Motor: 1-Zylinder-Motor, zwei obenliegende Nockenwellen, vier zwangsgesteuerte Ventile, flüssigkeitsgekühlt
- Leistung: 55/59 kW 75/80 PS
- Leergewicht: ca. 137 kg
- Getriebe: 6-Gang
- Höchstgeschwindigkeit: 230–235 km/h